# Tinturia
I Tinturia (che in siciliano significa "monelleria" o anche "cattiveria") sono un gruppo musicale italiano, a volte accreditati anche come Lello Analfino & Tinturia. Il loro genere musicale, da loro etichettato come sbrong, è una fusione eterogenea di pop, rock, folk, ska, funk, rap e reggae.

## Storia
Il gruppo nasce nel 1996 a Raffadali, in provincia di Agrigento. Il leader, cantante e occasionalmente diamonicista, è Lello Analfino. L'album d'esordio discografico, nel 1999, Abusivi (di necessità), ottiene un ottimo successo ma circoscritto alla sola Sicilia, dovuto principalmente ai testi delle canzoni tutti in siciliano. Il disco include una cover di La donna riccia di Domenico Modugno, col testo riadattato e tradotto in siciliano. Nel 2011 l'album è stato riedito dalla CNI.
Nel 2002 pubblicano la colonna sonora del film Nati stanchi di Ficarra e Picone, grazie ai quali iniziano a farsi conoscere oltre lo stretto. Nel 2005 esce il loro l'album Nessuno è perfetto (per fortuna) edito da Universal, in cui cantano principalmente in italiano e si avvicinano a uno stile musicale più tipicamente rock. Questo lavoro fu seguito nel 2007 dal CD Io sto qui registrato dal vivo durante la tournée dei DS del 2005.
Nel 2008 i Tinturia pubblicano l'album Di mare e d'amuri e nel 2014 Precario, da cui viene estratto l'omonimo singolo pubblicato su iTunes.
Nel 2015 Lello Analfino e i Tinturia salgono sul palco del concerto del Primo maggio a Roma successivamente si esibiscono al Teatro antico di Taormina. A novembre dello stesso anno, Lello Analfino, compone il brano Cocciu d'amuri per il film di Ficarra e Picone Andiamo a quel paese dove partecipa come attore nei panni del cantante che si esibisce in una serenata. Il brano, nel 2015, è in nomination per il Nastro d'argento alla migliore canzone originale.
Nel 2015 Analfino partecipa alla composizione delle musiche per il film Fuori dal coro, con la regia di Sergio Misuraca.
Nel 2017 il gruppo si esibisce al The Garage di Londra, ospiti della rassegna "SICILIAN MOOD: Music, Style and Culture from the Island", nata per valorizzare la Sicilia e i talenti isolani, promuovendo le eccellenze gastronomiche del territorio. Il progetto li ha visti esibirsi anche a Berlino nel 2018 e ancora una volta a Londra.
A luglio del 2017 si esibiscono al Teatro di Verdura di Palermo, insieme agli 80 musicisti dell’Orchestra giovanile siciliana mentre a settembre Lello Analfino pubblica un remake del celebre brano dei Righeira L’estate sta finendo riarrangiato e reinterpretato in una chiave più malinconica.

## Formazione

### Formazione attuale
- Lello Analfino: voce, diamonica
- Angelo Spataro: batteria
- Peppe Milia: chitarra elettrica ed acustica
- Domenico Cacciatore: basso
- Vincenzo Fontes: tastiere e synth

### Ex componenti
- Luciano Favara: chitarra elettrica ed acustica
- Savio Nocera: chitarra, flauto
- Pierluigi Savarino: chitarra, voce
- Nino Alongi: basso
- Osvaldo Lo Iacono: chitarra
- Giovanni Buzzurro: basso
- Gianpiero Risico: synth, fiati
- Claudio Terzo: chitarra
- Andrey Re: rapper
- Mario Vasile: percussioni
- Dario Assenzo: DJ set e suoni
- Edoardo Musumeci: chitarra elettrica ed acustica
- Lino Costa: chitarra elettrica

### Altri musicisti in tour
- Massimo Vasile: percussioni - 2005
- Carmelo Salemi: tromba - 2005-2006
- Salvatore Pizzurro: trombone - 2005-2006
- Filippo "Fifuz" Alessi: tamburi a cornice, percussioni - 2008-2009-2013-2014-2015-2016

## Discografia

### Album in studio
- 1999 – Abusivi (di necessità)
- 2005 – Nessuno è perfetto (per fortuna)
- 2008 – Di mare e d'amuri
- 2014 – Precario

### Album dal vivo
- 2007 – Io sto qui

### Colonne sonore
- 2002 – Nati stanchi

### EP
- 1998 – Made in Raffadali

### Singoli
- 2008 – I Don't Know
- 2011 – Mani all'aria
- 2014 – Precario
- 2014 – Cercasi rivoluzione (con Bunna)
- 2017 – Così speciale
- 2019 – Rosanero Amore Vero